# Francisco Javier Sánchez Cantón
Francisco Javier Sánchez Cantón (ur. 14 lipca 1891 w Pontevedrze, zm. 1971 tamże) – hiszpański historyk sztuki.
Był doktorem filozofii i literatury Uniwersytetu w Grenadzie, wykładał również historię sztuki na Universidad Central de Madrid, której był wicerektorem. Został wicedyrektorem (1922), a następnie dyrektorem (1960) Muzeum Prado. Napisał wiele istotnych prac na temat malarstwa, tapiserii i rysownictwa hiszpańskiego.

## Wybrane dzieła
- Los Pintores de Cámara de Los Reyes Católicos (1916)
- Los Retratos del Museo del Prado (1919)
- Los Tapices de la Casa del Rey (1919)
- Fuentes literarias para la Historia del Arte Español (5 tomów, 1923-1943)
- Dibujos de antiguos maestros españoles (1933)
- Los dibujos de Goya (2 tomy, 1952)